# Casteldelci
Casteldelci – miejscowość i gmina we Włoszech, w regionie Emilia-Romania, w prowincji Rimini.

## Demografia
Według danych na styczeń roku 2012 gminę zamieszkiwały 444 osoby a gęstość zaludnienia wynosiła 9,0 os./km²